# Els tres mosqueters (pel·lícula de 1961)
Els tres mosqueters (títol original en francès: Les Trois Mousquetaires) és una pel·lícula franco-italiana en dues parts de Bernard Borderie, estrenada el 1961. La primera part ha estat doblada al català amb el títol Els tres mosqueters: les joies de la reina. La segona part es va titular Els tres mosqueters: la venjança de milady.

## Argument
Primera part - Els tres mosqueters: les joies de la reina
Al segle xvii, el jove D'Artagnan deixa la seva Gasconya natal per anar a París on es postularà amb el capità dels mosqueters, M. de Tréville, un conegut del seu pare. Pel seu camí, té un altercat amb un misteriós individu que ha vist amb una no menys misteriosa jove senyora rossa i li roben la carta de recomanació destinada al Sr. de Tréville. Contracta Planchet com a criat per continuar el seu camí, i d'Artagnan arriba a París, ven el seu cavall coix i va al quarter dels mosqueters. Durant l'entrevista amb el capità, reconeix el seu agressor i el persegueix per venjar-se. Però en la seva carrera, ensopega de manera successiva amb tres mosqueters, Athos, Porthos i Aramis. Com exigeix el costum dels mosqueters, encara que els duels estiguin prohibits pel Cardenal Richelieu, aquests el desafien. Accepta lluitar al migdia, a la una i a les dues hores amb cadascun d'ells al Pré-aux-Clercs, darrere del jardí de Luxemburg. En el lloc dels enfrontaments, els quatre homes són sorpresos pels guardes del cardenal i pacten llavors per combatre'ls. Vencedors, els tres mosqueters i d'Artagnan es fan amics, havent-se reconegut com a fidels vassalls del seu rei Lluís XIII. Seran, des de llavors, els defensors empedreïts de la parella reial i, per això, es convertiran en els enemics jurats del cardenal i dels seus nombrosos esbirros, en entre els quals el comte de Rocheport, el capità dels guardes del cardenal, i la molt perillosa i bonica espia Milady de Winter...
Segona part - La Venjança de Milady 
Davant l'afront que els ha fet D'Artagnan, Milady de Winter i el cardenal de Richelieu decideixen de venjar-se. La seva tasca és facilitada pel fet que D'Artagnan s'ha convertir en l'amant de Constance Bonacieux i que el cavaller ha de fer arribar a la reina una carta del duc de Buckingham. En aquesta carta, l'anglès anuncia la seva decisió de desembarcar a La Rochelle que és a mans dels protestants per fer-los passar al regne d'Anglaterra. El cardenal de Richelieu desitja conèixer, per tots els mitjans, el contingut d'aquesta carta. És per obligar-la a parlar sota tortura que Constance Bonacieux és detinguda i després segrestada en un convent pel comte de Rocheport. Milady s'encarrega de fer parlar D'Artagnan gràcies als seus encants. El cavaller li deixa creure que se n'enamora per conèixer l'indret on és tancada Constance. Després d'haver obtingut les informacions i descobert que Milady és marcada amb la flor de lis que senyala les prostitutes, aconsegueix escapar-se gràcies als seus amics mosqueters. Marxen junts per alliberar Constance. Però Milady, boja de ràbia, aconsegueix avançar-los per assaborir la seva venjança. Tanmateix, Athos i Milady estan lligats per un terrible secret...

## Repartiment
- Gérard Barray: D'Artagnan
- Mylène Demongeot: Milady de Winter
- Perrette Pradier: Constance Bonacieux
- Georges Descrières: Athos
- Bernard Woringer: Porthos
- Jacques Toja: Aramis
- Jean Carmet: Planchet
- Guy Delorme: el comte de Rocheport
- Daniel Sorano: el cardenal de Richelieu
- Françoise Christophe: Anna d'Austria (1601-1666)
- Robert Berri: M. Bonacieux
- Henri Nassiet: M. de Tréville
- Guy Tréjan: el rei Lluís XIII
- Jacques Berthier: George Villiers (1r duc de Buckingham)
- Anne Tonietti: Ketty
- Jacques Seiler: Grimaud
- Henri Cogan: Mousqueton
- André Weber: Bazin
- Malka Ribowska: Sra. de Lannoy
- Léna Skerla: Sra. de Chevreuse
- Hubert de Lapparent: el canceller Séguier
- Sacha Pitoëff: John Felton (1595-1628)
- Philippe March: el comte de Wardes
- Jacques Hilling: La Chesnaye
- Jean Degrave: M. de La Porte
- Jean Ozenne: Patrick
- Espanita Cortez: doña Estefania
- Dominique Zardi: el dispeser de Meung
- Pierre Mirat: el dispeser d'Amiens
- Claude Salez: un sbire del cardenal
- Gérard Darrieu: el prior
- Marguerite Coulon-Lambert: la mare superiora de les carmelites de Chaillot
- Maurice Biraud (veu off): El narrador
- Antoine Baud: un provocador a la posada
- Frank Estange: un provocador a la posada
- Yvan Chiffre: un provocador a la posada
- Jean Gras
- Michel Maurette
- Serge Marquand
- Claude Carliez: Bernajoux, capità dels guàrdies del cardenal

## Distinció
Festival Pérouges de capa i d'espasa 2013: del 12 al 14 de juliol, Pérouges acull en la seva ciutat medieval, on nombroses preses han estat efectuades de fa més de 50 anys, tres membres de l'equip de la pel·lícula, els actors Mylène Demongeot i Gérard Barray així com el mestre d'armes Claude Carliez, per a una commemoració del rodatge amb projecció pública i gratuïta de la segona part de la pel·lícula, La Venjança de Milady , números d'esgrima artística executats per tropes franceses, exposició i conferència, espectacles de carrer, banquet dels mosqueters, etc.

## Producció
Els interiors han estat rodats als estudis de Joinville (Val-de-Marne). Els exteriors han estat rodats:
- al 16è districte de París: bosc de Boulogne
- a l'Ain: ciutat medieval de Pérouges
- a les Costes del Nord: Fort-la-Latte a Plévenon
- a Costa d'Or: castell de Courcelles-lès-Semur, Castell de Marigny-le-Cahouët, Marmagne, Montbard, Semur-en-Auxois
- a l'Oise: Castell d'Alincourt a Parnes, Claustre de l'antiga abadia Saint-Corneille a Compiègne
- a Seine-et-Marne: Castell de Guermantes, Castell de Fleury-en-Bière, àmbit d'Armainvilliers a Ozoir-la-Ferrière, Castell de Fontainebleau

## Al voltant de la pel·lícula
| « | M'entero pels diaris pels diaris que els germans Borderie, Charles i Raymond, els productors de Les Sorcières de Salem, posaran en marxa amb l'escenògraf Bernard Borderie, fill del segon, Els Tres Mosqueters , d'Alexandre Dumas. Un dels meus llibres estimats i un paper amb què somio, el de la famosa Milady de Winter. Així, no perdo ni un segon i cuito per veure'ls. Els dec encara per contracte dos pel·lícules amb un salari extremadament a baix però se me'n fot completament. Aquest paper, el vull. Els faig una guerra obstinada. Em troben massa jove? Els demostro que els herois de Dumas són joves... Els suplico de confiar en mi i obtinc el paper. Esgotada però encantada. […] Però quedaré, encara, decebuda. Pel guió. Per què obstinar-se a fer altra cosa que el que ha estat escrit per un meravellós escriptor? Ningú o gairebé no pot fer res millor que ell. Totes les adaptacions seran sempre menys fortes, menys visuals, menys impetuoses, menys eròtiques que l'original... Em recordo d'una escena al llit de Milady a la nit, on, aprofitant la foscor D'Artagnan reemplaça el comte de Wardes ... Ningú, que jo sàpiga, mai no l'ha portat encara a la pantalla | » |